# Hanoi Rocks
Hanoi Rocks là một ban nhạc rock người Phần Lan thành lập vào năm 1979. Đây là ban nhạc Phần Lan đầu tiên có nhạc phẩm lọt vào bảng xếp hạng âm nhạc ở Anh và rất nổi tiếng tại Nhật Bản. Ban tan rã vào tháng 6 năm 1985 sau khi tay trống Nicholas "Razzle" Dingley qua đời vì tai nạn xe hơi trong chuyến lưu diễn đầu tiên của nhóm ở Mỹ vào tháng 12 năm 1984. Hai người sáng lập ban là giọng ca Michael Monroe và tay guitar Andy McCoy đã tái hợp vào năm 2001 với một đội hình mới và hoạt động đến 2009. Mặc dù màu sắc âm nhạc của nhóm có thiên hướng về các dòng rock n' roll và punk truyền thống, ban nhạc vẫn được xem là một nguồn ảnh hưởng cực lớn cho thể loại hair metal, mà tiêu biểu là các đại diện như Guns N' Roses, Skid Row và Poison.
Theo lời người dẫn truyền hình và phát thanh người Phần Lan Jone Nikula – người từng làm quản lý lưu diễn của ban nhạc vào thập niên 2000, các album của Hanoi Rocks đã bán ra từ 780.000 đến 1.000.000 bản trên toàn thế giới, chủ yếu tại hai thị trường Scandinavia và Nhật Bản.

## Lịch sử hoạt động

### Thành lập và những năm đầu tiên
Hanoi Rocks được thành lập tại Helsinki vào năm 1979 bởi Michael Monroe (Matti Fagerholm) và cậu bạn, tay guitar Andy McCoy (Antti Hulkko). Cái tên Hanoi Rocks được đặt lấy cảm hứng từ một ca khúc của Johnny Thunders and The Heartbreakers mang tên "Chinese Rocks". McCoy không gia nhập ban nhạc ngay lập tức bởi anh đang là cây guitar cho ban nhạc punk người Phần Lan Pelle Miljoona Oy. McCoy và Monroe đã thỏa hiệp với nhau khi thành lập ban nhạc rằng McCoy sẽ được kết nạp sau đó. Đội hình đầu tiên của Hanoi Rocks gồm có Michael Monroe hát chính, tay guitar Stefan Piesnack (cựu thành viên của Pelle Miljoona Oy), tay guitar Nasty Suicide của Monroe, tay bass Nedo Soininen và tay trống Peki Sirola.
Ban nhạc đã đi lưu diễn tại các câu lạc bộ của Phần Lan; McCoy và Monroe thể hiện những bài hát họ tự sáng tác hoặc tái thể hiện những ca khúc như "He's a Whore" của Cheap Trick, "Born in the 50s" của The Police và "Looking at You" của MC5. Một trong những đêm diễn đầu tiên của ban nhạc được tài trợ bởi Seppo Vesterinen – người đã đem những cái tên đình đám như Iggy Pop và Frank Zappa tới Phần Lan. Vesterinen sớm trở thành quản lý của Hanoi Rocks sau khi trò chuyện với McCoy và Monroe. Cuối năm 1980, Andy McCoy rời Pelle Miljoona Oy để gia nhập Hanoi Rocks; nhóm sau đó còn kết nạp thêm một cựu thành viên nữa của Pelle Miljoona Oy là tay bass Sami Yaffa.

### Stockholm, những bản nhạc đầu tiên và Luân Đôn (1980–81)
Khi Hanoi Rocks chuyển tới Stockholm, các thành viên chủ yếu sống trên đường phố và phải đi ăn xin, ngoại trừ Andy McCoy sống cùng cô bạn gái giàu có. Tháng 11 năm 1980, ban nhạc ký hợp đồng với Johanna Kustannus và phát hành đĩa đơn đầu tay mang tên "I Want You / Kill City Kills". "I Want You" là một phiên bản mới từ bài hát "Vill ha dej" của ban nhạc Thụy Điển Heartbreak. McCoy là người dịch ca khúc này từ tiếng Thụy Điển sang tiếng Anh với nhan đề "I Want You" và khẳng định đó là sáng tác của anh. "Kill City Kills" là một trong những bài hát cũ nhất mà McCoy từng sáng tác trong lúc anh đang đi lang thang ở một khu chung cư có tên Kill City.
Tháng 1 năm 1981, Hanoi Rocks đã khởi động một chuyến lưu diễn kéo dài 58 đêm diễn trong 56 ngày; theo lời McCoy kể thì đây là chuyên lưu diễn dài nhất trong lịch sử nhạc rock Phần Lan. Chuyến lưu diễn giúp cho nhóm phát triển lối biểu diễn hoang dại và giàu năng lượng, dù cho khán giả lúc bấy giờ chưa sẵn sàng đón nhận lối biểu diễn đó, nhưng về sau nó lại nhận được rất nhiều lời khen. Tháng 9 năm 1981, sau những chuyến lưu diễn mở rộng tại Thụy Điển và Phần Lan, ban nhạc chuyển tới Luân Đôn để ghi âm album thứ hai. Ngày 19 tháng 9 năm 1981, nhóm có màn diễn đầu tay tại tụ điểm ca nhạc Marquee Club nổi tiếng ở Luân Đôn. Cuối tháng 11, họ trở lại Phần Lan và phát hành đĩa đơn "Desperados / Devil Woman", kế đó là đĩa đơn "Dead By X-Mas / Nothing New" vào tháng 12. Album đầu tay của nhóm mang tên Bangkok Shocks, Saigon Shakes, Hanoi Rocks được ghi âm tại Thụy Điển và được phát hành qua hãng đĩa Johanna Records của Phần Lan vào năm 1981.

### Oriental Beat,Back to Mystery CityvàTwo Steps from the Move(1982–84)
Tháng 1 năm 1982, Hanoi Rocks ghi những video ca nhạc đầu tiên cho các bài hát "Tragedy", "Oriental Beat" và "Motorvatin'" tại Lepakko – một tụ điểm âm nhạc và trung tâm văn hóa trẻ hoạt động độc lập. Cùng tháng đó, ban nhạc phát hành album thứ hai mang tên Oriental Beat. Album nhận được đông đảo lời tán dương từ giới phê bình và các tạp chí như Sounds và Kerrang!. Nhóm còn dành mùa xuân năm 1982 để đi lưu diễn tại Thụy Điển và gây đột phá tại thị trường Nhật Bản với "Tragedy". Vào tháng 5, đĩa đơn "Love's an Injection / Taxi Driver" đã được phát hành.
Đầu năm 1982, Hanoi Rocks chuyển từ Stockholm đến sống tại Luân Đôn và ký hợp đồng với Lick Records. Monroe gặp gỡ một người hâm mộ Hanoi Rocks tên Razzle tại một đêm diễn của Johnny Thunders; khi Razzle phát hiện ra Monroe là giọng ca của Hanoi Rocks, anh đã tham gia một số show diễn, có mặt ở hậu trường và xin trở thành tay trống của ban nhạc. Kế đó McCoy và Monroe sa thải Gyp Casino vì thói sử dụng ma túy, bệnh trầm cảm và những ý nghĩ tự tử của anh này, rồi thuê Razzle làm tay trống mới.
Tháng 1 năm 1983, Hanoi Rocks đi lưu diễn bên ngoài các khu vực Anh Quốc, Phần Lan và Thụy Điển. Chuyến lưu diễn tại châu Á của ban được các tạp chí của Anh đưa tin dày đặc, đến mức ban còn có mặt trên ảnh bìa của Sounds. Chuyến lưu diễn khởi động tại Bombay, tiếp đến là Hồng Kông và Nhật Bản. Riêng tại Nhật Bản, danh tiếng của nhóm cực kỳ ăn khách đến mức người hâm mộ còn đột nhập vào các khách sạn để ngắm các thần tượng. Giá vé cho đêm diễn thì cháy đến mức đủ sức lấp đầy sân vận động, các bốt điện thoại ở Tokyo còn phát các ca khúc của Hanoi Rocks. Sau chuyến lưu diễn đến Tokyo là đến Thái Lan và Ấn Độ.
Vào tháng 4, nhóm trở lại Luân Đôn để thu âm album thứ 4, rồi chuyển đến Israel nhưng không được chào đón lắm tại đây. Album thứ 4 của ban nhạc mang tên Back to Mystery City được phát hành ngay sau đó. Nhạc phẩm đã giành hạng 87 trên các bảng xếp hạng âm nhạc của Anh. Hanoi Rocks tiếp tục đi lưu diễn tại Anh và Phần Lan đến tháng 6 năm 1983, khi nhóm ký hợp đồng với CBS trị giá 150.000 bảng Anh.
Đầu năm 1984, Hanoi Rocks và nhà sản xuất Bob Ezrin tiến hành thu âm Two Steps from the Move tại New York và Toronto. Ezrin đã mời giọng ca Ian Hunter của nhóm Mott the Hoople để hỗ trợ sáng tác, kế đó Hunter liên hệ với Jack Bruce (cựu thành viên của Cream), rồi Jack lại đưa Pete Brown tới các buổi ghi nháp. Brown viết ra rất nhiều ca từ, nhưng chỉ có một câu mà ban nhạc sử dụng, đó là "Smoked a lot of sky, drank a lot of rain" trong bài "Million Miles Away". Sau chuyến lưu diễn vào tháng 7 tại Anh, dự án album thứ 5 Two Steps From The Move (tựa vừa bị đổi từ Silver Missiles and Nightingales vào phút chót) được phát hành. "Underwater World / Shakes" và "Two Steps From the Move" đều được phát hành dưới dạng đĩa đơn tại Anh, rồi ngay sau đó ban nhạc đi lưu diễn cùng Johnny Thunders. Two Steps from the Move trở thành album thành công nhất của Hanoi Rocks, với 10.000 đĩa được tiêu thụ tại các thị trường như quê nhà Phần Lan, Anh, Mỹ và Nhật Bản; album còn được tạp chí Metal Hammer bản của Đức tôn vinh là một trong những điểm sáng vào tháng 4 năm 1984.

### Cái chết của Razzle,Rock & Roll Divorcevà tan rã (1984–1985)
Ngày 8 tháng 12, các thành viên của Hanoi Rocks (ngoại trừ Michael Monroe vì anh đang bận hồi phục sau chấn thương vỡ mắt cá) đang đi dự tiệc cùng những người bạn Mötley Crüe tại nhà của ca sĩ Vince Neil. Bữa tiệc khép lại khi tất cả mọi người nhận ra đã hết bia. Neil và Razzle trong tình trạng say xỉn trèo lên chiếc xe Pantera của Neil để đến một tiệm bán rượu gần đó, với Neil là người cầm lái. Trên đường về, xe của họ gặp phải tai nạn khi đụng với một xe khác. Razzle được đưa khẩn cấp đến bệnh viện rồi được tuyên bố đã qua đời vào lúc 7 giờ 12 phút tối (anh đã tắt thở ngay lập tức sau vụ tai nạn). Vụ việc đã làm chấn động cả làng nhạc glam rock lúc bấy giờ.
Andy McCoy và tay trống của Mötley Crüe, Tommy Lee thì mải tìm kiếm Neil và Razzle. Họ lái xe đến nơi xảy ra vụ tai nạn thì thấy Neil bị còng tay và bị áp giải đến đồn cảnh sát. Hai người được thông báo rằng Razzle đã được chuyển tới bệnh viện nhưng không qua khỏi. Rồi McCoy báo tin này cho tay quản lý Seppo Vesterinen và Seppo truyền tin cho các thành viên còn lại của ban nhạc. Không lâu sau, ban nhạc trở lại Luân Đôn. Hai ngày lưu diễn duy nhất không bị hủy lịch là hai đêm diễn tổ chức tại Helsinki Kulttuuritalo vào ngày 3 và 4 tháng 1 năm 1985, được phát sóng trực tiếp với tựa "Europe A Go-Go" trước 200 triệu khán giả toàn thế giới qua màn ảnh nhỏ. Cả hai đêm diễn nhằm tưởng niệm Razzle khi bài "Million Miles Away" được dành tặng để tri ân anh. Cựu tay trống của Clash, Terry Chimes là người trám vị trí của Razzle trong hai show này.
Năm 1985, sau khi kết thúc hai show diễn kể trên, Sam Yaffa rời nhóm vì mâu thuẫn cá nhân với Andy McCoy. Tiếp đó ban nhạc trở lại Luân Đôn để nghỉ ngắn ngày. Vị trí của Yaffa được trám bởi tay bass René Berg. Dự án album nhạc sống Rock & Roll Divorce được phát hành bán chính thức, nhưng bị các quản lý, thành viên trong ban và giới phê bình chỉ trích nặng nề. René Berg thường tự nhận Hanoi Rocks là "ban nhạc của anh", khiến cho anh bị thay thế bởi tay bass Timo Kaltio. Đội hình mới này chưa bao giờ biểu diễn trực tiếp, và ngày 17 tháng 6 năm 1985, Monroe chính thức rời Hanoi Rocks, qua đó chấm dứt hoạt động của nhóm. Cùng lúc đó, "Don't You Ever Leave Me" vươn lên hạng 6 trên bảng xếp hạng đĩa đơn của Ba Lan, đem lại danh tiếng cho Hanoi Rocks kéo dài đến thập niên 1990.

### Tái sinh, thành công mới rồi lại tan rã (2001–08)
Tháng 2 năm 2001, Monroe và McCoy biểu diễn cùng nhau lần đâu tiên kể từ năm 1985 tại Turku, Phần Lan. Họ cùng đi diễn lần nữa vào năm hè năm 2001 dưới cái tên "Hanoi Revisited". Sau tour diễn ngắn đó, Monroe và McCoy đã nhất trí tái thành lập ban nhạc. Sự kiện này được gọi là tái sinh (rebirth) chứ không phải là tái hợp (reformation) của Hanoi Rocks, chủ yếu vì những thành viên khác đều không thể quay trở lại nhóm: Razzle đã qua đời, Nasty Suicide trở thành dược sĩ, Sami Yaffa là thành viên của một nhóm nhạc ở New York có tên là Mad Juana kiêm cây bass cho New York Dolls, còn Gyp Casino không hoạt động âm nhạc nữa. Vì thế Monroe và McCoy đã chọn Kari "Lacu" Lahtinen từ ban nhạc solo của Monroe để chơi trống, Timpa Laine (cũng từ ban solo của Monroe) chơi bass và Costello Hautamäki từ ban nhạc rock Phần Lan Popeda đánh guitar.
Không lâu sau, Costello và Timpa lần lượt ra đi vì những lý do khác nhau. Năm 2004, đội hình ban nhạc gồm Monroe, McCoy và Lacu đến phòng thu để tiến hành làm album thứ 7 mang tên Another Hostile Takeover. Do không có vị trí bass và guitar, Monroe buộc phải sắm vai chơi vài khúc nhạc bằng bass và guitar, đến đầu năm 2005 thì nhóm tìm được tay guitar mới tên là Conny Bloom. Bloom từng chơi nhạc với Gyp Casino và khá ăn ý với Hanoi Rocks. Năm 2005 và 2006, ban nhạc đi lưu diễn khắp châu Âu và châu Á.
Ngày 25 tháng 1 năm 2008, Lacu đột ngột tuyên bố rời Hanoi Rocks để gia nhập Popeda. Ngày 20 tháng 3, ban nhạc khởi động tour diễn acoustic đầu tiên mang tên  "Hanoi Rocks Steppin' Out Acoustically", trong đó vị trí chơi trống được giao cho một kĩ thuật viên của nhóm. Không lâu sau, Hanoi Rocks tuyên bố họ sẽ làm 8 show diễn chia tay diễn ra trong hơn 6 ngày tại Tavastia Club ở Helsinki. Tất cả những show này đều bán sạch vé, cựu tay guitar của nhóm Nasty Suicide góp mặt với tư cách khách mời đặc biệt trong buổi diễn cuối, còn Lacu xuất hiện ở đêm diễn cuối cùng. Năm 2014, Monroe khẳng định rằng sẽ không bao giờ có chuyện Hanoi Rocks tái hợp nữa.

## Dấu ấn
Dù chưa bao giờ gặt hái thành công lớn về mặt thương mại, Hanoi Rocks vẫn có một lượng người hâm mộ cực lớn và nhận được khen ngợi từ giới chuyên môn bởi phong cách âm nhạc và những màn biểu diễn nhạc sống giàu năng lượng của ban. Ngày 5 tháng 1 năm 1985, Hanoi Rocks có mặt ở hầu hết các hạng mục trong cuộc bình chọn của tạp chí Sound, gồm Album hay nhất (hạng 5), Ban nhạc hay nhất (hạng 2) và Nghệ sĩ trình diễn nhạc sống hay nhất (hạng 3).
Hanoi Rocks đã tạo nên ảnh hưởng lên nhiều ban nhạc mà nổi bật là Guns N' Roses, còn hình ảnh glam rock của nhóm thì được nhiều ban nhạc khác sử dụng  như Poison, L.A. Guns và Ratt. Nhiều ban nhạc khác như Manic Street Preachers, Murderdolls, Skid Row và Foo Fighters đều thừa nhận họ là người hâm mộ Hanoi Rocks. Alice in Chains cũng từng chơi nhạc sống bài "Taxi Driver" của Hanoi Rocks trong những năm đầu họ hoạt động. Còn những nhóm nhạc Phần Lan chịu ảnh hưởng từ Hanoi Rocks thì có The 69 Eyes (họ từng hợp tác cùng McCoy) và Negative. Tại Phần Lan, Hanoi Rocks được cho là ban nhạc rock nội địa tiệm cận đến danh tiếng quốc tế thật sự, mở đường cho những nhóm nhạc Phần Lan vươn ra thị trường quốc tế về sau như HIM, Nightwish, Sonata Arctica, Stratovarius, Children of Bodom và Turisas. Hanoi Rocks còn đem hình ảnh glam rock ở những năm 1970 trở lại làm trào lưu. Mặc dù Hanoi Rocks tạo được tầm ảnh hưởng lên nhiều ban nhạc glam ở thập niên 1980, một số người lại cho rằng những ban nhạc đó đạo theo phong cách Hanoi Rocks. Năm 2008, giọng ca của ban nhạc hard rock người Anh Def Leppard, Joe Elliot nhấn mạnh về nhận định nói trên rằng ông ghét những ban nhạc như Mötley Crüe và Poison, đồng thời ca ngợi Hanoi Rocks: 
| “ | Ban nhạc duy nhất làm nên chuyện là Hanoi Rocks. Tôi nghĩ Hanoi Rocks là một ban nhạc tốt... Michael Monroe (giọng ca của Hanoi) là một trong những người hay nhất... Tôi thích Michael và thấy anh ấy thật hấp dẫn, và tôi không hề gay. Và tôi thấy Andy McCoy (tay guitar của Hanoi) giống kiểu Keith Richards nhất... tốt hơn nhiều so với Mötley Crüe, Poison hay những ban nhạc kia. Họ (Hanoi Rocks) mới là đích thực — những kẻ còn lại đối với tôi đều là hàng dởm hết. | ” |

Michael Monroe và Hanoi Rocks đã gây dựng ảnh hưởng lên nhiều ban nhạc và nghệ sĩ rock'n'roll. Slash và Duff McKagan là những người mua vé trong những đêm diễn bán sạch vé của nhóm tại Los Angeles, dù những đêm diễn đó bị hủy do cái chết của Razzle. Trong cuốn tiểu sử All Those Wasted Years của Hanoi Rocks, tay guitar của Foo Fighters, Chris Shiflett nhận định: "Cả Hollywood thay đổi chỉ trong một đêm sau khi nhìn thấy những tấm hình của Hanoi Rocks. Sau đó mọi người đều để tóc, quần áo và trang điểm hệt như Monroe." Giọng ca chính của ban nhạc The 69 Eyes, Jyrki 69 coi Monroe là nguồn cảm hứng chính, là đại diện tiêu biểu nhất trong kỷ nguyên hair metal của thập niên 80; anh cho rằng Hanoi Rock "đã thay đổi cuộc đời của mọi rocker tại Phần Lan và sau đó là cả [giới nghệ sĩ] L.A... Họ quá đỗi nổi tiếng trong mắt các cô thiếu nữ ở đây, nên mọi người đều nhộm tóc và chải ngược giống họ. Kể cả đàn ông cũng làm thế. Rồi đột nhiên, thật bất ngờ khi thấy tất cả các ban nhạc L.A. này xuất hiện trong bộ dạng hệt như Hanoi Rocks trong những câu lạc bộ hoặc quán bar nhạc rock tại Helsinki." Michael Monroe và Hanoi Rocks thường được xem là những người mở đầu cho trào lưu glam rock ở Hollywood; trào lưu này đã được tiếp nhận và phát triển bởi những ban nhạc punk, glam và hard rock ở thập niên 1980 như Mötley Crüe, Jetboy, LA Guns và Poison.
Trong bộ phim tài liệu Metal: A Headbanger's Journey, Hanoi Rocks được nhắc đến là một trong những ban nhạc glam metal giàu ảnh hưởng nhất mọi thời đại. Trong lần kênh truyền hình cáp của Mỹ VH1 chọn ra top "ban nhạc hair [metal]" (hair bands) mọi thời đại, Hanoi Rocks đứng ở vị trí số 40. Khi được hỏi về chuyện này, Sam Yaffa hồi đáp: "Chúng tôi là ban nhạc đội mũ [hat band], không phải ban nhạc đội tóc [hair band]". Năm 2013, tuần báo LA Weekly của Mỹ liệt tên Hanoi Rocks ở vị trí số 1 trong danh sách "15 ban nhạc hair metal hay nhất mọi thời đại", xếp trên cả những đại diện của Mỹ như Guns N' Roses, Mötley Crüe hay Skid Row. Andy McCoy còn cho hay rằng bài hát "Paradise City" của Guns N' Roses là một tuyển tập một số ít khúc riff của Hanoi Rocks, cụ thể thì đoạn điệp khúc giống hệt như khúc riff trong bài "Lost in the City", chỉ khác ở chỗ có tiết tấu chậm hơn.

## Thành viên

### Cựu thành viên
- Michael Monroe – hát chính, saxophone, harmonica, keyboard, piano, harp, trống (1979–1985, 2001–2009)
- Nasty Suicide – rhythm guitar, lead guitar, hát bè (1979–1985, thập niên 2000)
- Peki Sirola – trống (1979–1980)
- Nedo Soininen – bass (1979–1980)
- Stefan Piesnack – lead và rhythm guitar (1979–1980)
- Andy McCoy – lead và rhythm guitar, keyboard, piano, hát bè (1980–1985, 2001–2009)
- Sami Yaffa – bass (1980–1985)
- Tumppi Varonen – trống (1980)
- Gyp Casino – trống (1980–1982)
- Razzle – trống, hát chính và đệm (1982–1984; qua đời 1984)
- Terry Chimes – trống (1985)
- René Berg – bass (1985; qua đời 2003)
- Timo Kaltio – bass (1985)
- Lacu – trống (2002–2008)
- Timppa Laine – bass (2002–2004)
- Costello Hautamäki – rhythm và lead guitar, hát bè (2002–2004)
- Stevie Klasson – rhythm và lead guitar, hát bè (2004)
- Conny Bloom – rhythm và lead guitar, hát bè (2004–2009)
- Andy "A.C." Christell – bass, hát đệm (2005–2009)
- George Atlagic – trống, bộ gõ (2008–2009)

## Đĩa nhạc
- Bangkok Shocks, Saigon Shakes, Hanoi Rocks (1981)
- Oriental Beat (1982)
- Self Destruction Blues (1982)
- Back to Mystery City (1983)
- Two Steps from the Move (1984)
- Twelve Shots on the Rocks (2002)
- Another Hostile Takeover (2005)
- Street Poetry (2007)